# Kreis Eisenach
Der Kreis Eisenach war ein Landkreis im Bezirk Erfurt der DDR. Von 1990 bis 1994 bestand er als Landkreis Eisenach im Land Thüringen fort. Sein Gebiet liegt heute im Wartburgkreis in Thüringen. Der Sitz der Kreisverwaltung befand sich in Eisenach. Die DDR-Postleitzahl für den Kreis war die 59.

## Geographie

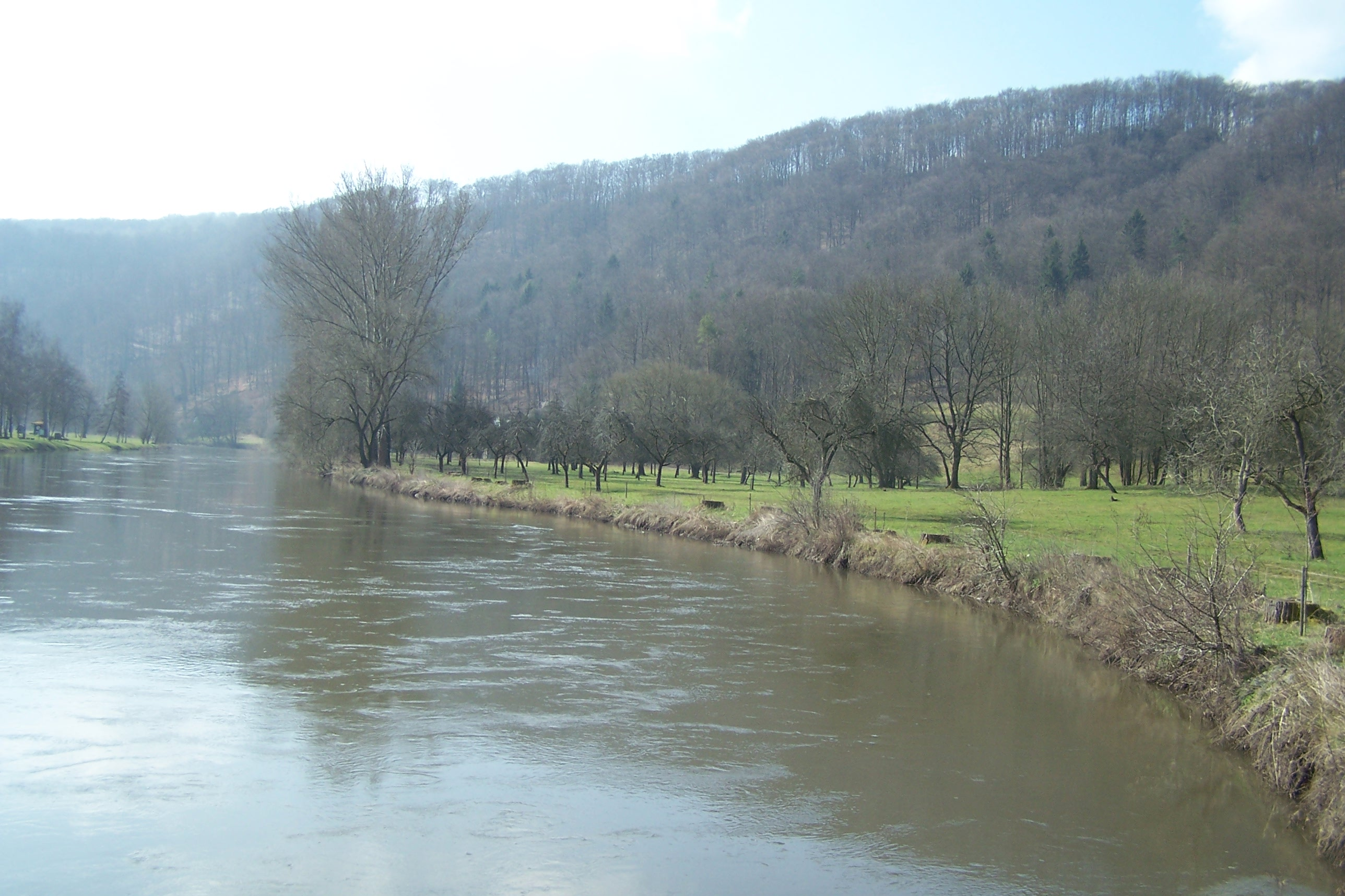
Creuzburger Werradurchbruch

Der Kreis Eisenach befand sich im Westen von Thüringen bzw. im Südwesten des Bezirkes Erfurt an der Landesgrenze zu Hessen. Der Kreis Eisenach war ein relativ waldreicher, industriell und landwirtschaftlich geprägter Kreis. Er umfasste die fünf Städte Eisenach, Ruhla, Creuzburg, Treffurt und Berka/Werra und erstreckte sich von Treffurt an der Nordgrenze bis zum Frauenseer Forst und Thüringer Wald im Süden. Landschaftlich geprägt war er im westlichen Kreisgebiet vom Tal der Werra, die teilweise die Grenze zu Hessen bzw. zur Bundesrepublik Deutschland bildete. Im südlichen und südöstlichen Kreisgebiet befanden sich die nordwestlichen Ausläufer des Thüringer Waldes mit dem Beginn des Rennsteigs. Der Nordosten des Kreisgebietes grenzte naturräumlich an den Hainich. Wichtigste Fließgewässer neben der Werra waren die Hörsel und die Nesse, größtes Standgewässer war der Wilhelmsthaler See.
Der Kreis Eisenach grenzte im Uhrzeigersinn im Norden beginnend an die (Land-)Kreise Mühlhausen, Langensalza, Gotha, Schmalkalden, Bad Salzungen sowie bis 1972 Hersfeld, Rotenburg (Fulda) und bis 1973 Eschwege bzw. ab 1972 Hersfeld-Rotenburg und ab 1974 Werra-Meißner-Kreis.

## Geschichte
Der Kreis wurde im Zuge der Verwaltungsreform in der DDR am 25. Juli 1952 gebildet. Zu ihm gehörten der nördliche Teil des zuvor bestehenden Landkreises Eisenach, die Stadt Treffurt und ihre heutigen Stadtteile Falken, Großburschla und Schnellmannshausen sowie die Gemeinde Hallungen – zuvor im Landkreis Mühlhausen.
In der DDR war der Kreis ein Schwerpunkt der Fahrzeug- und Uhrenindustrie. Neben der Stadt Eisenach wurden vor allem die Gemeinden Ruhla und Seebach massiv zu Industriestandorten ausgebaut. Wichtigste Industriebetriebe des Kreises waren neben dem Automobilwerk Eisenach die Uhrenwerke Ruhla, Fahrzeugelektrik Ruhla (FER) und das Petkus Landmaschinenwerk Wutha. Der westliche Teil des Kreises war durch seine Lage an der Innerdeutschen Grenze geprägt. Bei Eisenach befand sich die Grenzübergangsstelle Wartha; der Bahnhof Gerstungen war ein bedeutender Grenzbahnhof der DDR.
Am 17. Mai 1990 wurde der Kreis in Landkreis Eisenach umbenannt. Bis zum 2. Oktober 1990 gehörte der Landkreis zum Bezirk Erfurt, anschließend zum neu gebildeten Land Thüringen. Am 1. Juli 1994 wurden die Landkreise Eisenach und Bad Salzungen mit den Gemeinden Behringen, Craula, Tüngeda, Reichenbach und Wolfsbehringen des ehemaligen Landkreises Langensalza zum neuen Wartburgkreis vereinigt.

## Politik

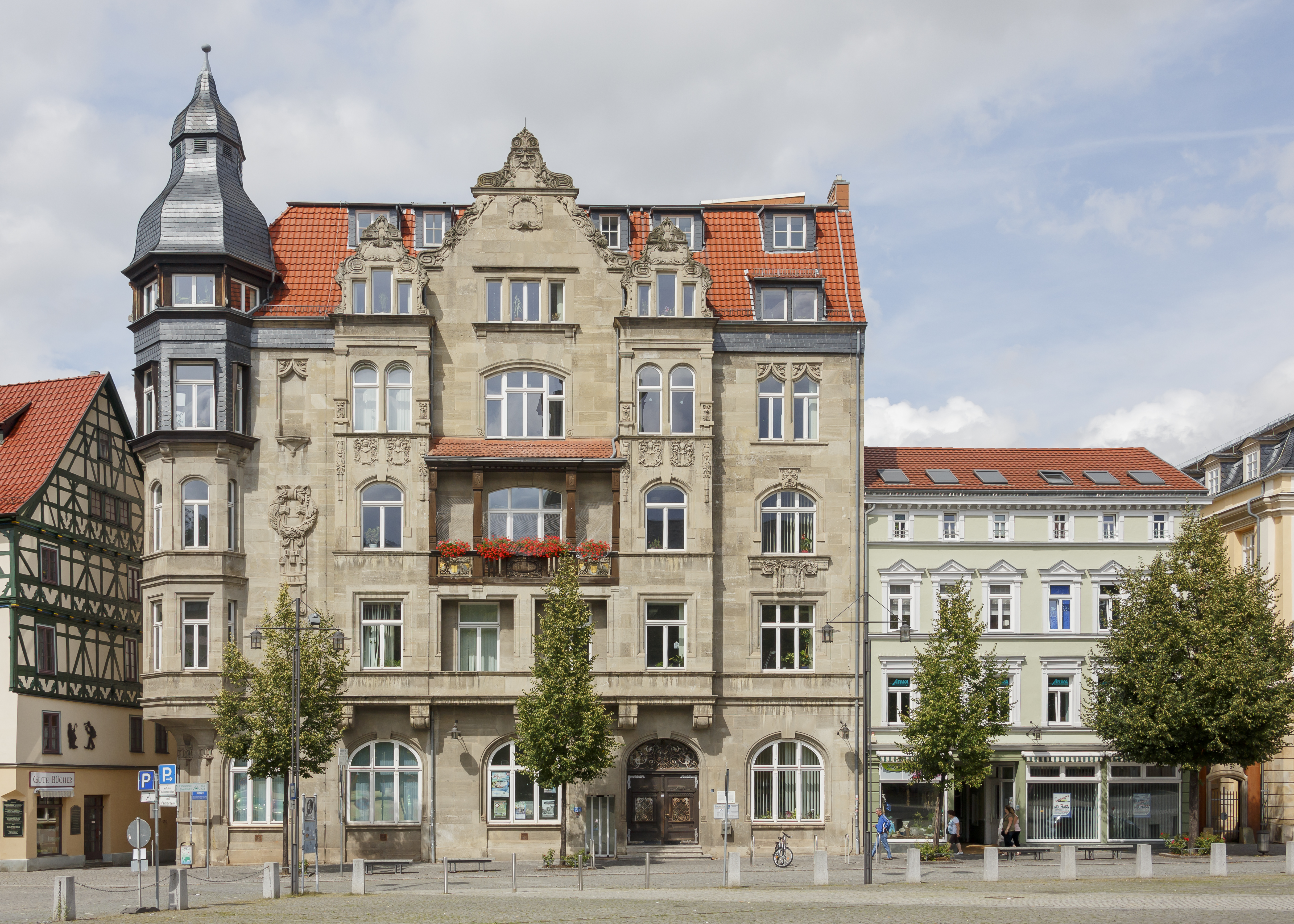
Das frühere Hotel Rautenkranz am Eisenacher Marktplatz diente als Sitz der Kreisverwaltung

Nach den ersten freien Kommunalwahlen am 6. Mai 1990 setzte sich der bis 1994 bestehende Kreistag wie folgt zusammen:

CDU – 36 Sitze

SPD – 28 Sitze

PDS – 9 Sitze

Grüne – 6 Sitze

Bauernpartei – 4 Sitze

Bauernverband – 2 Sitze

Bund Freier Demokraten – 4 Sitze

Demokratischer Aufbruch – 3 Sitze

DSU – 3 Sitze

Demokratischer Frauenbund Deutschlands – 1 Sitz

Neues Forum – 1 Sitz

Vereinigte Linke – 1 Sitz

Als stärkste Fraktion hatte die CDU das Vorschlagsrecht für den Posten des Landrates. Sie schlug den Arzt Martin Kaspari vor, der mit einer absoluten Mehrheit von 83 Stimmen zum Landrat des Kreises Eisenach gewählt wurde und dieses Amt bis zur Auflösung des Kreises im Jahr 1994 innehatte.

## Tourismus, Kultur und Sehenswürdigkeiten
Die touristische Infrastruktur des Kreises konzentrierte sich bis 1990 fast ausschließlich auf die Stadt Eisenach mit der Wartburg und ihren zahlreichen Kulturdenkmalen (siehe: Eisenach#Kultur und Sehenswürdigkeiten). Die Burgen Normannstein, Burg Creuzburg und Brandenburg lagen im Sperrgebiet der Innerdeutschen Grenze und waren nicht oder nur stark eingeschränkt zugänglich. Die heute zum Nationalpark Hainich zählenden Flächen im Nordosten des Kreises waren als Teil des Truppenübungsplatzes Kindel militärisches Sperrgebiet, die heute im Naturpark Thüringer Wald touristisch erschlossenen Orte um Ruhla waren rein industriell geprägt. Das südlich von Eisenach gelegene Kulturdenkmal Schloss Wilhelmsthal diente als Kinderheim und war als Sehenswürdigkeit nicht zugänglich. Lokale Bedeutung als Naherholungsziel und Campingplatz hatte der Altenberger See. Die Hohe Sonne war als Startpunkt für Wanderungen auf dem Rennsteig von Bedeutung, da dessen eigentlicher Beginn in Hörschel im Grenzsperrgebiet lag.

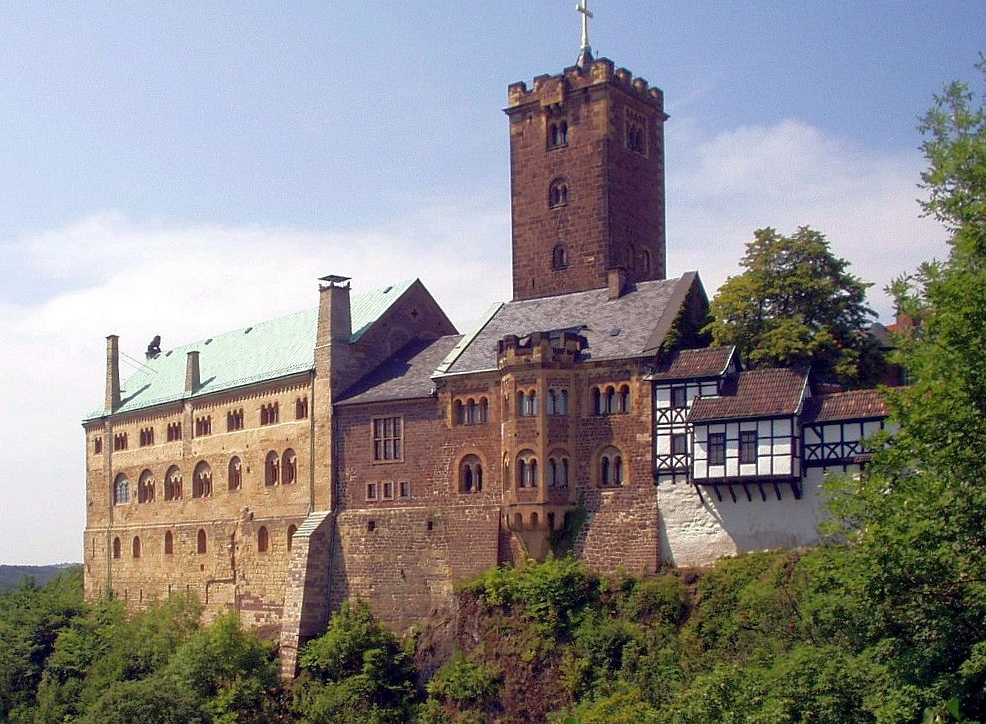
Die Wartburg – Wahrzeichen von Stadt und Kreis
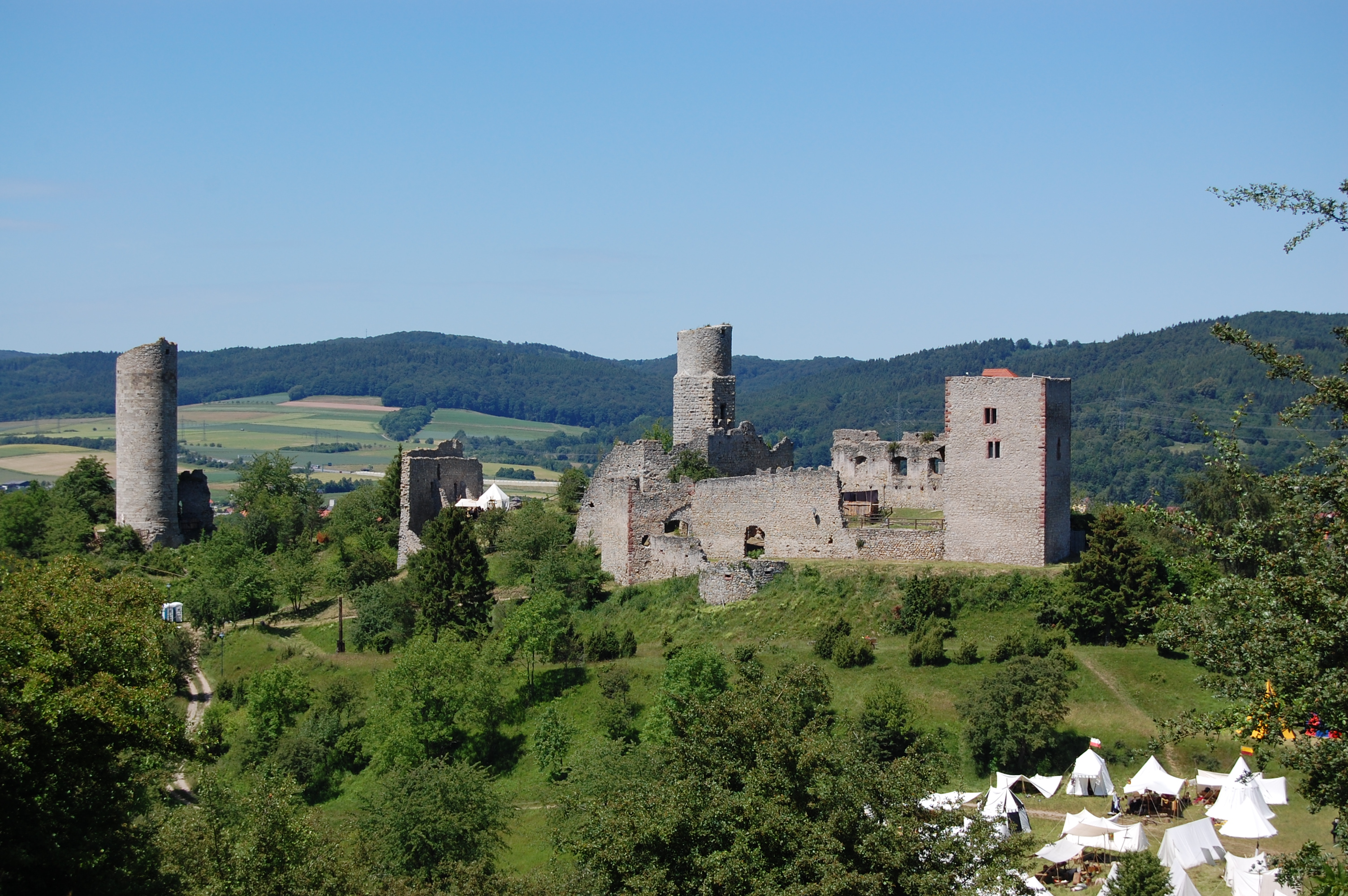
Unzugänglich im Sperrgebiet: Ruine Brandenburg
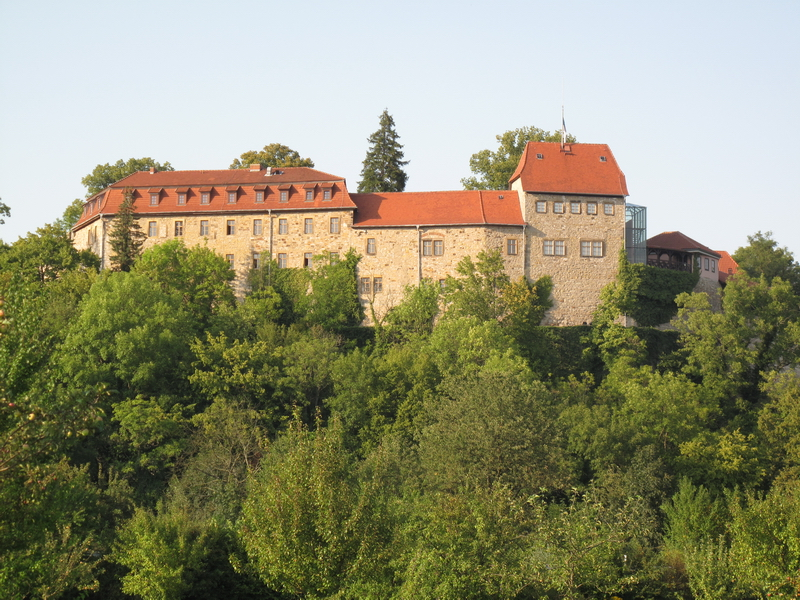
Die Burg Creuzburg
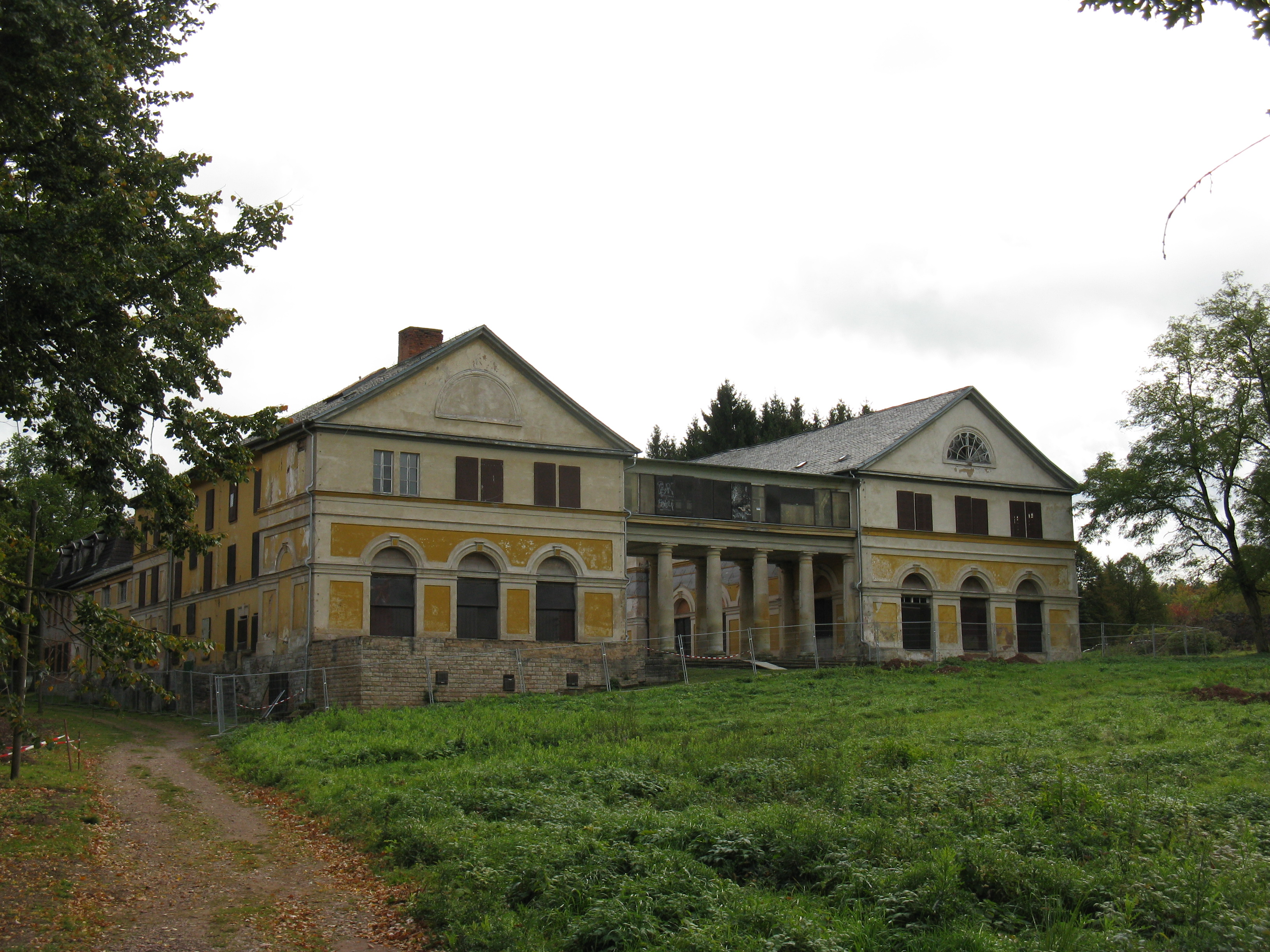
Schloss Wilhelmsthal
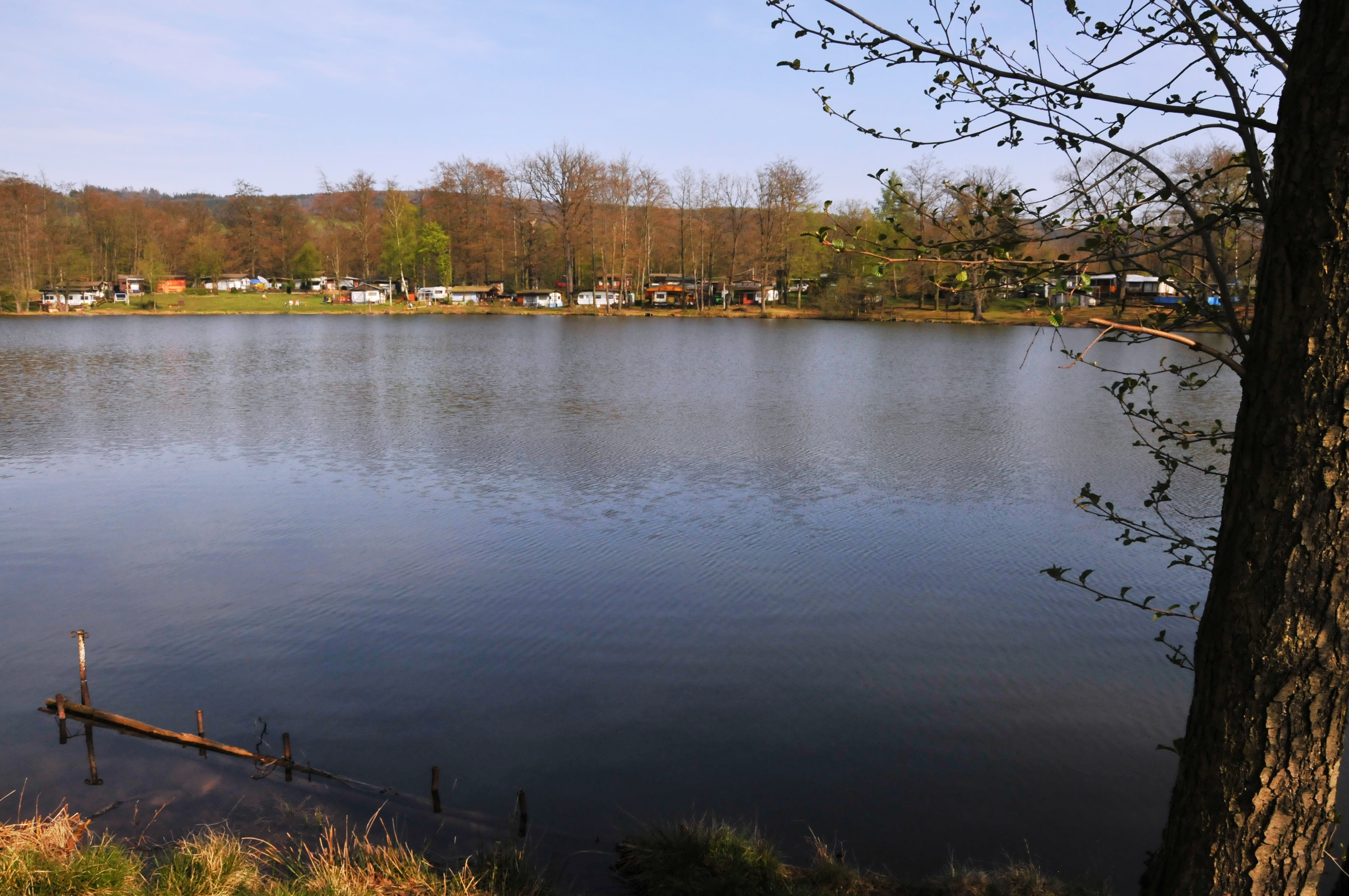
Der Altenberger See

## Gemeinden
Die folgende Liste enthält alle Gemeinden, die dem Kreis Eisenach während seines Bestehens vom 25. Juli 1952 bis zum 30. Juni 1994 angehörten und alle in dieser Zeit erfolgten Gebietsänderungen. 
- Auenheim-Rienau, am 1. Januar 1974 zu Horschlitt
- Berka/Werra, Stadt
- Berka vor dem Hainich
- Berteroda, am 9. Dezember 1991 zu Lerchenberg
- Beuernfeld, am 25. Februar 1994 zu Großenlupnitz
- Bischofroda
- Bolleroda, am 25. Februar 1994 zu Großenlupnitz
- Buchenau, am 9. April 1994 zu Mihla
- Burkhardtroda, am 8. März 1994 zu Marksuhl
- Burla, am 1. Januar 1957 zu Hastrungsfeld-Burla
- Creuzburg, Stadt
- Dankmarshausen
- Dippach
- Ebenshausen
- Eckardtshausen
- Eisenach, Stadt
- Ettenhausen an der Suhl
- Ettenhausen/Nesse, am 8. März 1994 zu Wenigenlupnitz
- Etterwinden
- Falken
- Farnroda, am 1. Januar 1987 zu Wutha-Farnroda
- Fernbreitenbach, am 18. März 1994 zu Berka/Werra
- Förtha
- Frankenroda
- Gerstungen
- Göringen, am 1. Juni 1973 zu Wartha-Göringen
- Gospenroda, am 18. März 1994 zu Berka/Werra
- Großburschla, am 8. März 1994 zu Treffurt
- Großenlupnitz
- Großensee
- Hallungen
- Hastrungsfeld, am 1. Januar 1957 zu Hastrungsfeld-Burla
- Hastrungsfeld-Burla, am 1. Januar 1957 neugegründet
- Herda, am 18. März 1994 zu Berka/Werra
- Hörschel, am 1. April 1974 zu Neuenhof
- Horschlitt, am 18. März 1994 zu Berka/Werra
- Hötzelsroda
- Ifta
- Kahlenberg, am 14. April 1994 zu Wutha-Farnroda
- Kälberfeld
- Kittelsthal, am 8. März 1994 zu Thal
- Krauthausen
- Kupfersuhl
- Lauchröden
- Lauterbach
- Lerchenberg, am 9. Dezember 1991 neugegründet
- Lindigshof, am 5. März 1970 zu Marksuhl
- Madelungen, am 9. Dezember 1991 zu Lerchenberg
- Marksuhl
- Melborn, am 1. April 1974 zu Wenigenlupnitz
- Mihla
- Mosbach, am 14. April 1994 zu Wutha-Farnroda
- Nazza
- Neuenhof
- Neukirchen, am 9. Dezember 1991 zu Lerchenberg
- Neustädt, am 8. März 1994 zu Gerstungen
- Oberellen
- Pferdsdorf, am 1. Januar 1957 zu Pferdsdorf-Spichra
- Pferdsdorf-Spichra, am 1. Januar 1957 neugegründet
- Ruhla, Stadt
- Sallmannshausen, am 8. März 1994 zu Gerstungen
- Sättelstädt
- Scherbda, am 8. März 1994 zu Creuzburg
- Schnellmannshausen, am 14. Juli 1993 zu Treffurt
- Schönau, am 14. April 1994 zu Wutha-Farnroda
- Seebach
- Sondra, am 1. April 1974 zu Sättelstädt
- Spichra, am 1. Januar 1957 zu Pferdsdorf-Spichra
- Stedtfeld
- Stockhausen
- Stregda, am 9. Dezember 1991 zu Lerchenberg
- Thal
- Treffurt, Stadt
- Ütteroda, am 9. April 1994 zu Krauthausen
- Unterellen
- Untersuhl, am 1. Januar 1960 zu Gerstungen
- Vitzeroda, am 18. März 1994 zu Berka/Werra
- Volteroda, am 1. Juni 1973 zu Schnellmannshausen
- Wartha, am 1. Juni 1973 zu Wartha-Göringen
- Wartha-Göringen, am 1. Juni 1973 neugegründet
- Wenigenlupnitz
- Wolfmannsgehau, am 1. Januar 1957 zu Ifta
- Wolfsburg-Unkeroda
- Wünschensuhl
- Wutha, am 1. Januar 1987 zu Wutha-Farnroda
- Wutha-Farnroda, am 1. Januar 1987 neugegründet

## Kfz-Kennzeichen
Den Kraftfahrzeugen (mit Ausnahme der Motorräder) und Anhängern wurden von etwa 1974 bis Ende 1990 dreibuchstabige Unterscheidungszeichen, die mit den Buchstabenpaaren LD, LE und LF begannen, zugewiesen. Die letzte für Motorräder genutzte Kennzeichenserie war LR 70-01 bis LR 90-00.
Das ab 1991 vergebene Kfz-Unterscheidungszeichen für den Landkreis lautete ESA. Es wurde bis zum 31. Januar 1995 ausgegeben. Als einziges Altkennzeichen in Thüringen wurde ESA im Zuge der Kennzeichenliberalisierung nicht wieder eingeführt. Mit Stand 31. Dezember 2018 waren noch 458 Fahrzeuge mit ESA-Kennzeichen in Eisenach und 1139 im Wartburgkreis zugelassen.